# Đô thị Việt Nam

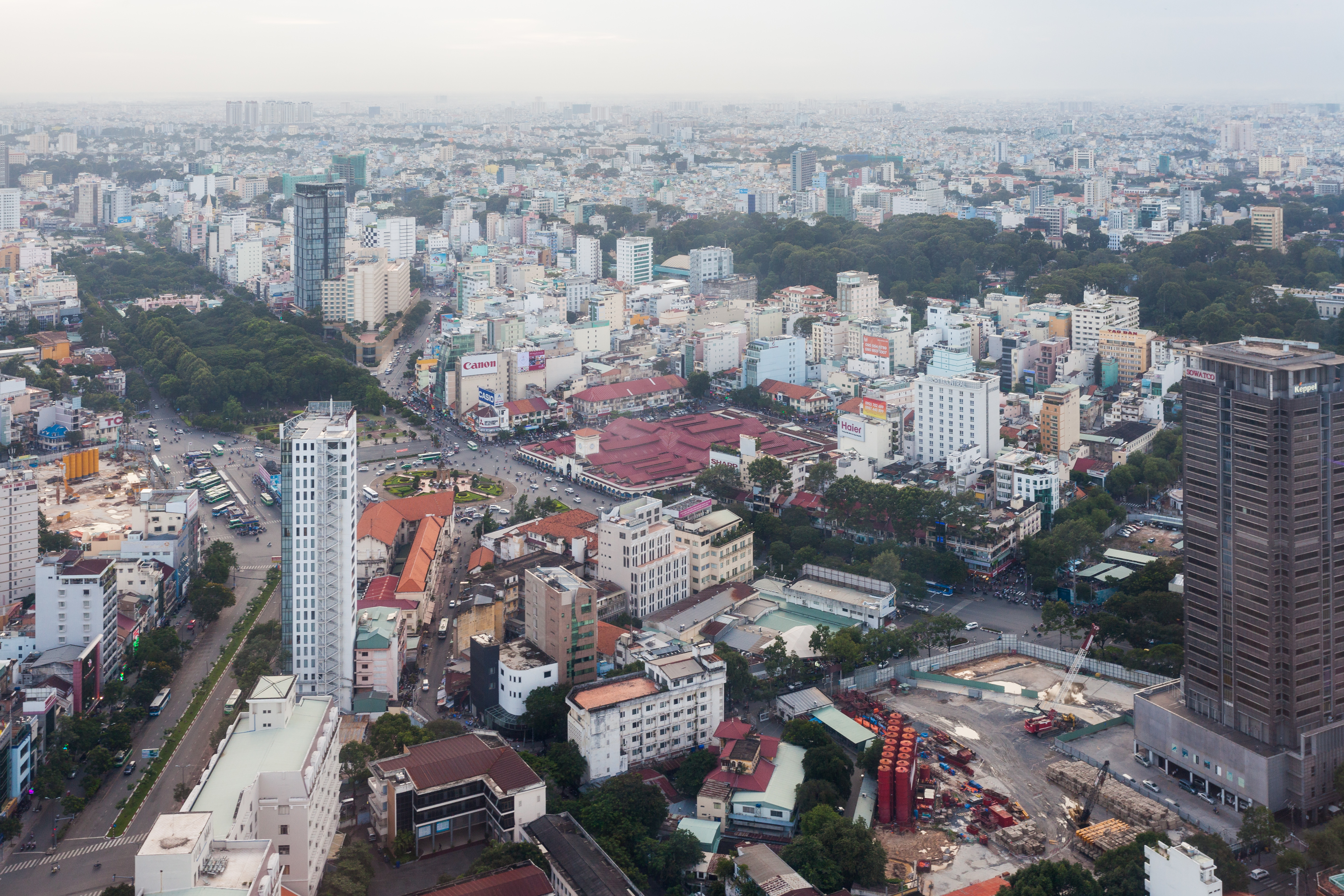
Một góc trung tâm Thành phố Hồ Chí Minh, đô thị lớn nhất Việt Nam

Đô thị Việt Nam  là những đô thị bao gồm thành phố, thị xã, thị trấn được các cơ quan nhà nước có thẩm quyền ở Việt Nam ra quyết định công nhận hoặc thành lập.
Mặc dù huyện và xã là cấp hành chính tại khu vực nông thôn nhưng trong những trường hợp đặc biệt, nếu đủ điều kiện về quy mô và tính chất đô thị hóa thì huyện có thể được công nhận là đô thị, như Bộ Xây dựng quyết định công nhận huyện Diên Khánh (Khánh Hòa), huyện Núi Thành (Quảng Nam), huyện Yên Phong (Bắc Ninh), huyện Hiệp Hòa (Bắc Giang), huyện Tiểu Cần (Trà Vinh) là đô thị loại IV. Một số xã chuẩn bị được nâng cấp lên thị trấn cũng có thể được công nhận là đô thị loại V bởi chính quyền cấp tỉnh. Các đô thị ở Việt Nam được chia thành sáu loại, bao gồm: đô thị loại đặc biệt và các đô thị từ loại I đến loại V. Đô thị loại đặc biệt, loại I và loại II do Thủ tướng Chính phủ công nhận; đô thị loại III và loại IV do Bộ Xây dựng công nhận; đô thị loại V do Ủy ban Nhân dân cấp tỉnh công nhận. Việc thành lập các đô thị do Ủy ban Thường vụ Quốc hội ban hành nghị quyết.
Theo thống kê của Cục Phát triển đô thị, tính đến ngày 14 tháng 3 năm 2025, tổng số đô thị cả nước là 916, bao gồm 2 đô thị loại đặc biệt là Hà Nội và Thành phố Hồ Chí Minh, 25 đô thị loại I, 38 đô thị loại II, 44 đô thị loại III, 101 đô thị loại IV và 706 đô thị loại V.

## Phân loại đô thị
Thành phố thuộc tỉnh (hoặc thành phố thuộc thành phố trực thuộc trung ương)
 Thị xã 
 Huyện 
 Thị trấn
 Đô thị loại đặc biệt
 Đô thị loại I
 Đô thị loại II
 Đô thị loại III
Ủy ban Thường vụ Quốc hội đã ban hành Nghị quyết số 1210/2016/UBTVQH13 có hiệu lực từ ngày 25 tháng 5 năm 2016 về phân loại đô thị.
Việt Nam hiện có sáu loại đô thị: loại đặc biệt và từ loại I đến loại V. Nghị định số 42/2009/NĐ-CP sử dụng số La Mã để phân loại đô thị, nhưng nhiều tài liệu vẫn dùng số Ả Rập: loại 1 đến loại 5.
Một đơn vị hành chính để được phân loại là đô thị thì phải có các tiêu chuẩn cơ bản như sau:
1. Có chức năng đô thị: là trung tâm tổng hợp hoặc trung tâm chuyên ngành, cấp quốc gia, cấp vùng liên tỉnh, cấp tỉnh, cấp huyện hoặc là một trung tâm của vùng trong tỉnh; có vai trò thúc đẩy sự phát triển kinh tế - xã hội của cả nước hoặc một vùng lãnh thổ nhất định.
2. Quy mô dân số toàn đô thị đạt 4.000 người trở lên.
3. Mật độ dân số phù hợp với quy mô, tính chất và đặc điểm của từng loại đô thị và được tính trong phạm vi nội thành, nội thị.
4. Tỷ lệ lao động phi nông nghiệp (tính trong phạm vi ranh giới nội thành, nội thị) phải đạt tối thiểu 65% so với tổng số lao động.
5. Đạt được các yêu cầu về hệ thống công trình hạ tầng đô thị (gồm hạ tầng xã hội và hạ tầng kỹ thuật).
6. Đạt được các yêu cầu về kiến trúc, cảnh quan đô thị.

Đô thị là trung tâm du lịch, khoa học và công nghệ, giáo dục thì tiêu chí quy mô dân số và mật độ dân số có thể thấp hơn nhưng tối thiểu đạt 70% mức quy định; các tiêu chí khác phải bảo đảm mức quy định của loại đô thị tương ứng.
Đô thị loại III, loại IV và loại V ở miền núi, vùng cao, có đường biên giới quốc gia thì tiêu chí quy mô dân số có thể thấp hơn nhưng tối thiểu đạt 50% mức quy định; các tiêu chí khác tối thiểu đạt 70% mức quy định của loại đô thị tương ứng.
Đô thị ở hải đảo thì tiêu chí trình độ phát triển cơ sở hạ tầng và kiến trúc cảnh quan đô thị tối thiểu đạt 50% mức quy định; các tiêu chí về quy mô dân số, mật độ dân số, tỷ lệ lao động phi nông nghiệp và tiêu chuẩn về kinh tế - xã hội tối thiểu đạt 30% mức quy định của loại đô thị tương ứng.

## Đô thị loại đặc biệt
Theo Nghị quyết số 1210/2016/UBTVQH13, tiêu chí phân loại đô thị loại đặc biệt như sau:

1. Vị trí, chức năng, vai trò, cơ cấu và trình độ phát triển kinh tế - xã hội:
a) Vị trí, chức năng, vai trò là Thủ đô hoặc trung tâm tổng hợp cấp quốc gia, quốc tế về kinh tế, tài chính, văn hóa, giáo dục, đào tạo, du lịch, y tế, khoa học và công nghệ, đầu mối giao thông, giao lưu trong nước và quốc tế, có vai trò thúc đẩy sự phát triển kinh tế - xã hội của cả nước;
b) Cơ cấu và trình độ phát triển kinh tế - xã hội đạt các tiêu chuẩn quy định tại Phụ lục 1 ban hành kèm theo Nghị quyết này.
2. Quy mô dân số toàn đô thị đạt từ 5.000.000 người trở lên; khu vực nội thành đạt từ 3.000.000 người trở lên.
3. Mật độ dân số toàn đô thị đạt từ 3.000 người/km² trở lên; khu vực nội thành tính trên diện tích đất xây dựng đô thị đạt từ 12.000 người/km² trở lên.
4. Tỷ lệ lao động phi nông nghiệp toàn đô thị đạt từ 70% trở lên; khu vực nội thành đạt từ 90% trở lên.
5. Trình độ phát triển cơ sở hạ tầng và kiến trúc, cảnh quan đô thị đạt các tiêu chuẩn quy định tại Phụ lục 1 ban hành kèm theo Nghị quyết này.

Hiện nay, Việt Nam có hai thành phố được Chính phủ xếp loại đô thị đặc biệt là Hà Nội và Thành phố Hồ Chí Minh. Để hỗ trợ chính quyền hai thành phố này hoàn thành chức năng của đô thị loại đặc biệt, Chính phủ cho phép Hà Nội và Thành phố Hồ Chí Minh hưởng một số cơ chế tài chính – ngân sách đặc thù.

## Đô thị loại I
Theo Nghị quyết số 1210/2016/UBTVQH13, tiêu chí phân loại đô thị loại I như sau:

1. Vị trí, chức năng, vai trò, cơ cấu và trình độ phát triển kinh tế - xã hội:
a) Vị trí, chức năng, vai trò là trung tâm tổng hợp cấp quốc gia, cấp vùng hoặc cấp tỉnh về kinh tế, tài chính, văn hóa, giáo dục, đào tạo, du lịch, y tế, khoa học và công nghệ, đầu mối giao thông, giao lưu trong nước và quốc tế, có vai trò thúc đẩy sự phát triển kinh tế - xã hội của một vùng liên tỉnh hoặc cả nước;
b) Cơ cấu và trình độ phát triển kinh tế - xã hội đạt các tiêu chuẩn quy định tại Phụ lục 1 ban hành kèm theo Nghị quyết này.
2. Quy mô dân số:
a) Đô thị là thành phố trực thuộc trung ương: quy mô dân số toàn đô thị đạt từ 1.000.000 người trở lên; khu vực nội thành đạt từ 500.000 người trở lên;
b) Đô thị là thành phố thuộc tỉnh hoặc thành phố thuộc thành phố trực thuộc trung ương: quy mô dân số toàn đô thị đạt từ 500.000 người trở lên; khu vực nội thành đạt từ 200.000 người trở lên.
3. Mật độ dân số toàn đô thị đạt từ 2.000 người/km² trở lên; khu vực nội thành tính trên diện tích đất xây dựng đô thị đạt từ 10.000 người/km² trở lên.
4. Tỷ lệ lao động phi nông nghiệp toàn đô thị đạt từ 65% trở lên; khu vực nội thành đạt từ 85% trở lên.
5. Trình độ phát triển cơ sở hạ tầng và kiến trúc, cảnh quan đô thị đạt các tiêu chuẩn quy định tại Phụ lục 1 ban hành kèm theo Nghị quyết này.

Tính đến ngày 21 tháng 1 năm 2025, Việt Nam có 25 đô thị loại I, bao gồm:
- 4 thành phố trực thuộc trung ương: Hải Phòng, Đà Nẵng, Cần Thơ, Huế
- 1 thành phố thuộc thành phố trực thuộc trung ương: Thủ Đức[a]
- 20 thành phố thuộc tỉnh: Vinh, Đà Lạt, Nha Trang, Quy Nhơn, Buôn Ma Thuột, Thái Nguyên, Việt Trì, Vũng Tàu, Hạ Long, Thanh Hóa, Biên Hòa, Mỹ Tho, Thủ Dầu Một, Bắc Ninh, Hải Dương, Pleiku, Long Xuyên, Hoa Lư, Rạch Giá, Phú Quốc.

## Đô thị loại II
Theo Nghị quyết số 1210/2016/UBTVQH13, tiêu chí phân loại đô thị loại II như sau:

1. Vị trí, chức năng, vai trò, cơ cấu và trình độ phát triển kinh tế - xã hội:
a) Vị trí, chức năng, vai trò là trung tâm tổng hợp hoặc trung tâm chuyên ngành cấp vùng, cấp tỉnh về kinh tế, tài chính, văn hóa, giáo dục, đào tạo, du lịch, y tế, khoa học và công nghệ, trung tâm hành chính cấp tỉnh, đầu mối giao thông, có vai trò thúc đẩy sự phát triển kinh tế - xã hội của một tỉnh hoặc một vùng liên tỉnh;
b) Cơ cấu và trình độ phát triển kinh tế - xã hội đạt các tiêu chuẩn quy định tại Phụ lục 1 ban hành kèm theo Nghị quyết này.
2. Quy mô dân số toàn đô thị đạt từ 200.000 người trở lên; khu vực nội thành đạt từ 100.000 người trở lên.
3. Mật độ dân số toàn đô thị đạt từ 1.800 người/km² trở lên; khu vực nội thành tính trên diện tích đất xây dựng đô thị đạt từ 8.000 người/km² trở lên.
4. Tỷ lệ lao động phi nông nghiệp toàn đô thị đạt từ 65% trở lên; khu vực nội thành đạt từ 80% trở lên.
5. Trình độ phát triển cơ sở hạ tầng và kiến trúc, cảnh quan đô thị đạt các tiêu chuẩn quy định tại Phụ lục 1 ban hành kèm theo Nghị quyết này.

Tính đến ngày 14 tháng 3 năm 2025, cả nước có 38 đô thị loại II, bao gồm 38 thành phố thuộc tỉnh: Phan Thiết, Cà Mau, Tuy Hòa, Uông Bí, Thái Bình, Bạc Liêu, Đồng Hới, Vĩnh Yên, Lào Cai, Bà Rịa, Bắc Giang, Phan Rang – Tháp Chàm, Châu Đốc, Cẩm Phả, Quảng Ngãi, Tam Kỳ, Trà Vinh, Sa Đéc, Móng Cái, Phủ Lý, Bến Tre, Hà Tĩnh, Lạng Sơn, Sơn La, Tân An, Vị Thanh, Cao Lãnh, Vĩnh Long, Tuyên Quang, Sóc Trăng, Kon Tum, Dĩ An, Yên Bái, Sông Công, Nam Định, Đông Hà, Hòa Bình, Tây Ninh.
Quyền quyết định công nhận đô thị loại đặc biệt, loại I và loại II thuộc về Thủ tướng Chính phủ Việt Nam.

## Đô thị loại III
Theo Nghị quyết số 1210/2016/UBTVQH13, tiêu chí phân loại đô thị loại III như sau:

1. Vị trí, chức năng, vai trò, cơ cấu và trình độ phát triển kinh tế - xã hội:
a) Vị trí, chức năng, vai trò là trung tâm tổng hợp hoặc trung tâm chuyên ngành về kinh tế, tài chính, văn hóa, giáo dục, đào tạo, du lịch, y tế, khoa học và công nghệ cấp tỉnh, đầu mối giao thông, có vai trò thúc đẩy sự phát triển kinh tế - xã hội của tỉnh, vùng liên tỉnh;
b) Cơ cấu và trình độ phát triển kinh tế - xã hội đạt các tiêu chuẩn quy định tại Phụ lục 1 ban hành kèm theo Nghị quyết này.
2. Quy mô dân số toàn đô thị đạt từ 100.000 người trở lên; khu vực nội thành, nội thị đạt từ 50.000 người trở lên.
3. Mật độ dân số toàn đô thị đạt từ 1.400 người/km² trở lên; khu vực nội thành, nội thị tính trên diện tích đất xây dựng đô thị đạt từ 7.000 người/km² trở lên.
4. Tỷ lệ lao động phi nông nghiệp toàn đô thị đạt từ 60% trở lên; khu vực nội thành, nội thị đạt từ 75% trở lên.
5. Trình độ phát triển cơ sở hạ tầng và kiến trúc, cảnh quan đô thị đạt các tiêu chuẩn quy định tại Phụ lục 1 ban hành kèm theo Nghị quyết này.

Đô thị loại III là thành phố, thị xã, huyện (hoặc một thị trấn và khu vực phụ cận nếu đáp ứng đầy đủ các tiêu chuẩn).
Tính đến ngày 14 tháng 3 năm 2025, cả nước có 44 đô thị loại III, bao gồm:
- 1 thành phố thuộc thành phố trực thuộc trung ương: Thủy Nguyên.
- 27 thành phố thuộc tỉnh: Điện Biên Phủ, Hội An, Hưng Yên, Bảo Lộc, Hà Giang, Cam Ranh, Cao Bằng, Lai Châu, Bắc Kạn, Tam Điệp, Sầm Sơn, Phúc Yên, Hà Tiên, Đồng Xoài, Chí Linh, Long Khánh, Gia Nghĩa, Ngã Bảy, Thuận An, Hồng Ngự, Từ Sơn, Phổ Yên, Tân Uyên, Bến Cát, Gò Công, Đông Triều, Phú Mỹ.
- 16 thị xã: Sơn Tây, Phú Thọ, Bỉm Sơn, La Gi, Sông Cầu, Long Mỹ, Tân Châu, Cai Lậy, Quảng Yên, Kỳ Anh, Bình Minh, An Nhơn, Kiến Tường, Kinh Môn, Hòa Thành, Trảng Bàng.

## Đô thị loại IV
Theo Nghị quyết số 1210/2016/UBTVQH13, tiêu chí phân loại đô thị loại IV như sau:

1. Vị trí, chức năng, vai trò, cơ cấu và trình độ phát triển kinh tế - xã hội:
a) Vị trí, chức năng, vai trò là trung tâm tổng hợp hoặc trung tâm chuyên ngành cấp tỉnh, cấp huyện về kinh tế, tài chính, văn hóa, giáo dục, đào tạo, du lịch, y tế, khoa học và công nghệ, trung tâm hành chính cấp huyện, đầu mối giao thông, có vai trò thúc đẩy sự phát triển kinh tế - xã hội của tỉnh, huyện hoặc vùng liên huyện;
b) Cơ cấu và trình độ phát triển kinh tế - xã hội đạt các tiêu chuẩn quy định tại Phụ lục 1 ban hành kèm theo Nghị quyết này.
2. Quy mô dân số toàn đô thị đạt từ 50.000 người trở lên; khu vực nội thị (nếu có) đạt từ 20.000 người trở lên.
3. Mật độ dân số toàn đô thị đạt từ 1.200 người/km² trở lên; khu vực nội thị (nếu có) tính trên diện tích đất xây dựng đô thị đạt từ 6.000 người/km² trở lên.
4. Tỷ lệ lao động phi nông nghiệp toàn đô thị đạt từ 55% trở lên; khu vực nội thị (nếu có) đạt từ 70% trở lên.
5. Trình độ phát triển cơ sở hạ tầng và kiến trúc, cảnh quan đô thị đạt các tiêu chuẩn quy định tại Phụ lục 1 ban hành kèm theo Nghị quyết này.

Đô thị loại III và loại IV do Bộ Xây dựng Việt Nam xem xét, thẩm định và quyết định công nhận.
Đô thị loại IV là thị xã, huyện, thị trấn hoặc một khu vực dự kiến thành lập đô thị trong tương lai. Không nên nhầm lẫn một số đô thị loại IV với các thị trấn là đô thị loại IV, vì một thị trấn có thể là một đô thị loại IV, nhưng một đô thị loại IV có thể bao gồm một khu vực nhiều xã, thị trấn kết hợp lại với nhau (Ví dụ: Đô thị Lam Sơn – Sao Vàng gồm 2 thị trấn: Lam Sơn, Sao Vàng cùng với một số xã lân cận, Hậu Nghĩa và Đức Hòa là 2 đô thị loại IV khác nhau cùng thuộc huyện Đức Hòa).
Tính đến ngày 4 tháng 3 năm 2025, cả nước có 101 đô thị loại IV, bao gồm: 36 thị xã, 5 huyện (với 7 thị trấn và 71 xã) và 60 thị trấn (không tính các xã thuộc phần mở rộng của đô thị loại IV).
- 36 thị xã: Mường Lay, Quảng Trị, Hồng Lĩnh, Nghĩa Lộ, An Khê, Ayun Pa, Thái Hòa, Buôn Hồ, Bình Long, Phước Long, Hương Thủy, Ninh Hòa, Vĩnh Châu, Hương Trà, Hoàng Mai, Ba Đồn, Ngã Năm, Điện Bàn, Giá Rai, Duyên Hải, Mỹ Hào, Sa Pa, Duy Tiên, Đức Phổ, Đông Hòa, Hoài Nhơn, Nghi Sơn, Chơn Thành, Quế Võ, Thuận Thành, Tịnh Biên, Việt Yên, Chũ, Kim Bảng, Mộc Châu, Phong Điền.
- 5 huyện: Diên Khánh,[b] Núi Thành,[c] Yên Phong,[d] Hiệp Hòa[e] Tiểu Cần.[f]
- 60 xã:
  - An Giang: Thoại Sơn (huyện Thoại Sơn), Phú Tân (huyện Phú Tân), Chợ Mới (huyện Chợ Mới), An Châu (huyện Châu Thành), Cái Dầu (huyện Châu Phú), Tri Tôn (huyện Tri Tôn)
  - Bắc Giang: Lục Nam (huyện Lục Nam), Vôi (huyện Lạng Giang)
  - Bến Tre: Ba Tri (huyện Ba Tri), Bình Đại (huyện Bình Đại), Mỏ Cày (huyện Mỏ Cày Nam)
  - Bình Định: Phú Phong (huyện Tây Sơn)
  - Bình Thuận: Phan Rí Cửa (huyện Tuy Phong)
  - Cà Mau: Năm Căn (huyện Năm Căn), Sông Đốc (huyện Trần Văn Thời)
  - Đắk Lắk: Ea Kar (huyện Ea Kar), Buôn Trấp (huyện Krông Ana), Phước An (huyện Krông Pắc), Ea Drăng (huyện Ea H'leo), Quảng Phú (huyện Cư M'gar)
  - Đắk Nông: Đắk Mil (huyện Đắk Mil), Ea T'ling (huyện Cư Jút), Kiến Đức (huyện Đắk R'lấp)
  - Đồng Nai: Long Thành (huyện Long Thành), Trảng Bom (huyện Trảng Bom)
  - Đồng Tháp: Mỹ An (huyện Tháp Mười), Lấp Vò (huyện Lấp Vò), Mỹ Thọ (huyện Cao Lãnh)
  - Gia Lai: Chư Sê (huyện Chư Sê)
  - Hà Giang: Việt Quang (huyện Bắc Quang)
  - Hà Tĩnh: Nghèn (huyện Can Lộc)
  - Hòa Bình: Lương Sơn (huyện Lương Sơn)
  - Hưng Yên: Như Quỳnh (huyện Văn Lâm)
  - Khánh Hòa: Vạn Giã (huyện Vạn Ninh)
  - Kiên Giang: Kiên Lương (huyện Kiên Lương)
  - Kon Tum: Plei Kần (huyện Ngọc Hồi)
  - Lào Cai: Phố Lu (huyện Bảo Thắng)
  - Lạng Sơn: Đồng Đăng (huyện Cao Lộc)
  - Lâm Đồng: Liên Nghĩa (huyện Đức Trọng), Di Linh (huyện Di Linh)
  - Long An: Bến Lức (huyện Bến Lức), Hậu Nghĩa, Đức Hòa (huyện Đức Hòa), Cần Đước (huyện Cần Đước), Cần Giuộc (huyện Cần Giuộc)
  - Nam Định: Thịnh Long (huyện Hải Hậu)
  - Quảng Bình: Hoàn Lão (huyện Bố Trạch), Kiến Giang (huyện Lệ Thủy)
  - Quảng Ninh: Cái Rồng (huyện Vân Đồn), Tiên Yên (huyện Tiên Yên), Quảng Hà (huyện Hải Hà)
  - Sơn La: Hát Lót (huyện Mai Sơn)
  - Thanh Hóa: Lam Sơn, Sao Vàng (huyện Thọ Xuân), Ngọc Lặc (huyện Ngọc Lặc)
  - Thái Bình: Diêm Điền (huyện Thái Thụy), Tiền Hải (huyện Tiền Hải)
  - Thái Nguyên: Hùng Sơn (huyện Đại Từ)
  - Yên Bái: Cổ Phúc (huyện Trấn Yên), Mậu A (huyện Văn Yên).

## Đô thị loại V
Theo Nghị quyết số 1210/2016/UBTVQH13, tiêu chí phân loại đô thị loại V như sau:

1. Vị trí, chức năng, vai trò, cơ cấu và trình độ phát triển kinh tế - xã hội:
a) Vị trí, chức năng, vai trò là trung tâm hành chính hoặc trung tâm tổng hợp cấp huyện hoặc trung tâm chuyên ngành cấp huyện về kinh tế, văn hóa, giáo dục, đào tạo, đầu mối giao thông, có vai trò thúc đẩy sự phát triển kinh tế - xã hội của huyện hoặc cụm liên xã;
b) Cơ cấu và trình độ phát triển kinh tế - xã hội đạt các tiêu chuẩn quy định tại Phụ lục 1 ban hành kèm theo Nghị quyết này.
2. Quy mô dân số toàn đô thị đạt từ 4.000 người trở lên.
3. Mật độ dân số toàn đô thị đạt từ 1.000 người/km² trở lên; mật độ dân số tính trên diện tích đất xây dựng đô thị đạt từ 5.000 người/km² trở lên.
4. Tỷ lệ lao động phi nông nghiệp toàn đô thị đạt từ 55% trở lên.
5. Trình độ phát triển cơ sở hạ tầng và kiến trúc, cảnh quan đô thị đạt các tiêu chuẩn quy định tại Phụ lục 1 ban hành kèm theo Nghị quyết này.

Đô thị loại V là thị trấn hoặc một số xã, khu vực chuẩn bị nâng cấp lên thị trấn.
Quyền quyết định công nhận đô thị loại V thuộc về Ủy ban nhân dân cấp tỉnh.
Tính đến ngày 30 tháng 6 năm 2024, Việt Nam có 706 đô thị loại V.